# 8720 Takamizawa
8720 Takamizawa (1995 WE1) là một tiểu hành tinh vành đai chính được phát hiện ngày 16 tháng 11 năm 1995 bởi A. Nakamura ở Kuma Kogen.